# Merpati-Nusantara-Airlines-Flug 724
Auf dem Merpati-Nusantara-Flug 724 (Flugnummer: MZ724) verunglückte am 1. Juli 1993 eine Fokker F28-3000 der staatlichen indonesischen Fluggesellschaft Merpati Nusantara Airlines kurz vor der Landung auf dem Flughafen Jefman in Sorong. Bei dem Unfall kamen 41 von 43 Personen an Bord ums Leben.

## Flugzeug
Die Maschine war eine Fokker F28 Fellowship 3000, die am 5. April 1978 ihren Erstflug absolviert hatte, ehe sie am 30. Mai 1978 an die Garuda Indonesia ausgeliefert wurde. Im September 1989 wurde die Maschine an die Merpati Nusantara Airlines verleast. Sie trug die Werknummer 11131 sowie das Luftfahrzeugkennzeichen PK-GFU. Das zweistrahlige Kurzstreckenflugzeug war mit zwei Triebwerken des Typs Rolls-Royce Spey 555-15 ausgerüstet.

## Passagiere und Besatzung
Die vierköpfige Besatzung bestand aus zwei Piloten in den Funktionen des Flugkapitäns und des Ersten Offiziers sowie zwei Flugbegleitern. Für den Flug von Pattimura nach Jefman hatten 39 Passagiere in der Maschine Platz genommen.

## Unfallhergang
Die Fokker befand sich auf einem Anflug auf den Flughafen Jefman. Die Piloten hatten die Freigabe erhalten, Bahn 22 anzufliegen. Der Anflug wurde aus einer niedrigen Höhe ausgeführt. Überlebende schätzten in ihren Zeugenaussagen den Abstand zwischen der Maschine und dem Boden im Flug auf weniger als einen Meter. Plötzlich stieg die Maschine, anschließend streifte das linke Hauptfahrwerk die Spitze eines kleinen Hügels. Danach schlug die Maschine auf den Felsen auf.
Einige Passagiere wurden aus ihren Sitzen heraus- und in der Maschine herumgeschleudert. Teile der Tragfläche rissen ab und die Maschine begann sich zu drehen. Das Flugzeug schlitterte über das Flughafengelände und stürzte ins Meer, wobei der Rumpf in drei Teile zerbrach. Die meisten Opfer waren bei ihrem Auffinden immer noch in ihren Sitzen festgeschnallt, einige Körper trieben auf der Wasseroberfläche. 
Nach dem Unfall nahmen Such- und Rettungsmannschaften unverzüglich ihre Arbeit auf. Fischer aus der Gegend waren die Ersten, die am Unfallort waren. Sie bargen einen kleinen Jungen und einen erwachsenen Mann. Mehrere Personen hatten den Unfall zunächst überlebt, starben jedoch später an ihren Verletzungen. Ein Mann überlebte den Unfall und rettete einen bewusstlosen Jungen aus dem Wasser. Während er diesen an die zur Rettung geeilten Fischer übergab, verlor er selbst das Bewusstsein und starb.

## Nach dem Unfall
Ab etwa 15:00 Uhr verbreiteten sich Nachrichten über den Absturz. Verwandte der Opfer wurden über den Unfall in Kenntnis gesetzt und zur Unfallstelle gebracht, wo sie am Folgetag eintrafen. Die Evakuierung verlief ziemlich schnell, da die Unfallstelle leicht zugänglich war. Der Unfall blieb der opferreichste in der Geschichte der Merpati Nusantara Airlines.

## Ursache
Berichten zufolge sollen die Wetterbedingungen am Tag des Unfalls sehr schlecht gewesen sein. Augenzeugen sprachen von Starkregen in Kombination mit starkem Wind. Der Pressesprecher von Merpati Nusantara Airlines äußerte ebenfalls, dass zum Zeitpunkt des Unfalls die Wetterverhältnisse in und um Sorong sowie den Flughafen Jefman "rau" gewesen seien. Zum Zeitpunkt des Unfalls hätten sich dichte schwarze Wolken am Himmel befunden. Fluglotsen hätten die Besatzung der Maschine vor dem Wetter gewarnt und ihr empfohlen, die Landung abzubrechen und zum Flughafen Biak umzukehren. Der Flugkapitän soll jedoch auf eine Landung in Sorong bestanden haben.
Zum Zeitpunkt des Endanflugs soll die Maschine falsch ausgerichtet gewesen sein. Die Piloten waren allen Erkenntnissen zufolge aufgrund der schwierigen Wetterverhältnisse desorientiert. Als sie ihren Fehler Sekunden vor dem Aufprall bemerkten, war es schon zu spät. Die Maschine überflog mit dem vorderen Rumpfteil den Hügel östlich des Flughafens, das Heck setzte jedoch auf. Die Maschine zerbrach schließlich in drei Teile und fiel ins Meer.